# Ypthima minuta
Ypthima minuta är en fjärilsart som beskrevs av Matsumura 1909. Ypthima minuta ingår i släktet Ypthima och familjen praktfjärilar. Inga underarter finns listade i Catalogue of Life.